# Sablières
Sablières ist eine französische Gemeinde mit 166 Einwohnern (Stand 1. Januar 2022), die im Département Ardèche und in der Region Auvergne-Rhône-Alpes liegt. Sie gehört zum Arrondissement Largentière und zum Kanton Les Cévennes Ardéchoises.

## Geographie
Die Gemeinde liegt am Oberlauf des Wildflusses Drobie. Nördlich und südlich schließen sich Gebirgsketten an. Das Gemeindegebiet umfasst 38,98 km² und ist mit 4 Einwohnern pro km² besiedelt.

## Bevölkerungsentwicklung
| Jahr                       | 1962 | 1968 | 1975 | 1982 | 1990 | 1999 | 2016 |
| -------------------------- | ---- | ---- | ---- | ---- | ---- | ---- | ---- |
| Einwohner                  | 240  | 200  | 142  | 130  | 149  | 101  | 160  |
| Quellen: Cassini und INSEE |      |      |      |      |      |      |      |

## Persönlichkeiten
- Thérèse Couderc (1805–1885), Ordensgründerin, Mystikerin, Heilige der römisch-katholischen Kirche